# Góra Pasia
Góra Pasia lub Pasia (527 m) – szczyt w Paśmie Brzanki, na Pogórzu Ciężkowickim, 6 km na południe od Ryglic. Czasami nazywany jest także Ostrym Kamieniem. Nazwę tę zawdzięcza znajdującej się w pobliżu wierzchołka wychodni skalnej Ostry Kamień w kształcie wysokiej pochylonej grzędy, zbudowanej z piaskowca istebniańskiego. Miejsce to objęte jest ochroną jako pomnik przyrody nieożywionej.
Wzniesienie pokryte jest żyznym lasem wyżynnym, z przewagą buku i jodły (buczyna). Jego grzbietem przebiega leśna droga gruntowa, łącząca Ryglice z Żurową. 

## Szlaki turystyczne
Przez szczyt przebiegają dwa piesze szlaki turystyczne:
 Siedliska – Nosalowa – Brzanka – Pasia Góra – Gilowa Góra – Liwocz – Kołaczyce (wytyczony w 1953 roku);
 tworzący zamknięta pętlę: Tuchów (ośrodek rekreacji hippicznej) – Liwecka Góra – Pasia Góra – Brzanka – Ptasznik – Tuchów (ośrodek rekreacji hippicznej)
Obydwa szlaki pozostają pod opieką tarnowskiego oddziału PTTK.